# Kislovodsk
Kislovodsk (russisk: Кисловодск, tr. Kislovodsk) er en by i Stavropol kraj i Rusland. Berezniki ligger i det nordlige Kaukasus omkring 234 kilometer fra den krajens administrative center Stavropol og er et kendt kursted i hele Rusland med mange spabade fra 1800-tallet. Kislovodsk er Stavropol krajs tredjestørste by med 126.423 (2024) indbyggere.

## Historie
Byen blev grundlagt i 1803  som en fæstning. I løbet af 1800-tallet udviklede byen sig på grund af forekomsten af mineralske kilder i stigende grad som en populært kursted for den russiske overklasse. I 1891 var byens befolkning næstendoblet fra 1856.
Byens vigtigste erhverv er kurophold. Kislovodsk, navnet stammer fra det russiske ord for mineralvand, er en af de fire nordkaukasiske mineralske kurbadsbyer, de øvrige er Pjatigorsk, Jessentuki og Zjeleznovodsk, der sammen omtales som Kavminvody (dansk: ~ kaukasisk mineralvand). Derudover er der virksomheder i fødevare- og møbelindustrien i Kislovodsk. I landsbyen er der en overvågningsstation for SDCM-systemet.
Byen har en hovedbanegård med tog til blandt andet Moskva. Den nærmeste lufthavn er Mineralnye Vody, som kan nås via Pjatigorsk med regionaltog.

## Relationer til byen
Samuel Rachlins far Israel Rachlin (1906-1998) var på kurophold i byen fra 1916-1918 på grund af polio. I Fortællinger fra vores liv fortæller han bl.a., hvordan løsladte politiske fanger i 1917 ankommer fra Sibirien, medtagne af barske forhold under deres fangenskab.